# تلمبه رضا نکویی مقدم
تلمبه رضا نکویی مقدم یک منطقهٔ مسکونی در ایران است که در دهستان میان‌ده واقع شده‌است.